# Shervin Razani
Shervin Razani, född 1978 i Iran, är en svensk multientreprenör.
Razani har grundat flera bolag inom skilda branscher, varav alla bolag omsätter miljonbelopp.
2006 startade Razani rekryterings- och bemanningsföretaget Jurek Rekrytering & Bemanning som är hans huvudverksamhet och idag[när?] omsätter runt 280 miljoner kronor. Idén till Jurek fick Razani när han under sin studietid på Stockholms universitet började hyra ut studiekamrater till olika uppdragsgivare inom ekonomi och juridik. 
2008 startade Razani även eventföretaget Life Event Sweden tillsammans med kollegan Kalle Rudehill. Företaget arrangerar event, företagsresor, jubileum och premiärer. Life Event Sweden har kontor i Stockholm och Göteborg. Totalt omsätter Shervin Razanis bolag över 450 MSEK och har ca 350 anställda inom fem olika branscher. 
2010 gav sig Razani in i apoteksbranschen när han startade sitt första apotek Pro-Vitae. Sedan dess har han startat ytterligare två apotek i olika stadsdelar i Stockholm. 2011 startade han även Arya Invest AB som förvaltar värdepapper, fastighetsinnehav samt investerar i startups.
2016 startade Razani tillsammans med kompanjonen Bo Fuglsang hotellet NOVI Resort på Gotland. Sedan 2017 är han ensam ägare till NOVI Resort.
Sedan 2016 och framåt så har han även investerat i flera startups inom främst upplevelse och tech.
Razani medverkar sedan hösten 2021 som en av fem drakar i SVT:s Draknästet.

## Biografi
Razani kom till Sverige från Iran 1986, då åtta år gammal. Han växte upp i Rinkeby, Husby och Sollentuna. Han har en bakgrund från studier inom juridik, en kandidatexamen i ekonomi med finansinriktning från Mitthögskolan och en magisterexamen i internationell ekonomi från Stockholms universitet.

## Utmärkelser
Razani har uppmärksammats för sin företagsamhet flera gånger. 
- 2010 nominerade tidningen Nya Affärer honom till titeln Årets Entreprenör 2010.[5]
- 2014, 2015, 2016, 2017, 2018 och 2019 har Razanis rekryterings- och bemanningsföretag Jurek fått utmärkelsen årets "Gasellföretag" av Dagens Industri
- 2015 utsågs han till en av 101 supertalanger av Veckans Affärer[6]
- 2015 blev han nominerad till Ernst & Youngs utmärkelse Entrepreneur of the Year.
- 2016 var han en av fem finalister i Svenskt Näringslivs tävling Årets mest företagsamma människa 2016[7]
- 2016 utsågs Razani till Årets Pionjär i Stockholm 2016[8]
- 2017 vann Razanis eventbolag Life Event Sweden andra plats i Årets Byrå 2017[9]
- 2020 blev han utsedd till Årets mångfaldschef av tidningen Chef[10]